# Hannah McKeand
Hannah McKeand est une aventurière britannique, spécialiste des expéditions polaires.

## Biographie
Hannah McKeand étudie l’histoire antique à l’université du Pays de Galles à Lampeter avant de s’orienter vers le milieu du théâtre. Elle découvre l’Antarctique en 2004 lors d’une expédition organisée en groupe.
En 2006, McKeand y retourne en solitaire et rejoint le pôle Sud à ski depuis le bord du continent antarctique en 39 jours, améliorant le record de Fiona Thornewill (en). Depuis, elle y travaille également comme guide, ce qui lui vaut en 2012 le record du nombre d’expéditions effectuées en Antarctique.
En 2008, elle tente de rejoindre le pôle Nord depuis le Canada, à ski, mais doit abandonner au bout de 14 jours après une chute à travers la glace et quelques blessures. En 2018, McKeand tente à nouveau une expédition au pôle Nord depuis la Sibérie, avec le canadien Dongsheng Liu, mais l’hélicoptère devant les convoyer jusqu’à leur point de départ s’écrase, laissant le duo livré à lui-même jusqu’à une évacuation ultérieure et les conduisant à l’abandon de leur expédition.
En 2022-2023, elle travaille comme chef de la base scientifique Amundsen-Scott, et y accueille notamment Caroline Côté, qui vient d’établir un nouveau record de vitesse jusqu’au pôle Sud.
Elle pratique également la voile, participant en 2005 à la Clipper Round the World Yacht Race (en), la randonnée et la course.

## Distinctions
- 2006 : record du parcours Hercules Inlet - pôle Sud en solitaire et sans assistance
- 2012 : record du nombre d’expédition au pôle Sud
- 2016 : AITO Travel Writer of the Year Award pour un article de moins de 1 500 mots